# صربستان موراویایی
صربستان موراویایی (صربی: Моравска Србија) نام یک شاهنشاهی صربی قدرتمند است که بازمانده امپراتوری صرب بود. صربستان موراویایی پس از رود گریت موراوا ، رود اصلی منطقه نام‌گذاری شده است و هیچ ربطی به منطقه موراویا در جمهوری چک کنونی ندارد.
این شاهنشاهی در سال ۱۳۷۱ پایه گذاری شد و به بیشترین اندازه خود در سال ۱۳۷۹ رسید و تا سال ۱۴۵۹ بر صربستان حکومت کرد.